# Carlos Orejuela
Carlos Orejuela (Barranco, Provincia de Lima, 4 de abril de 1980) es un exfutbolista peruano. Jugaba de delantero Su último equipo fue el Cienciano. Tiene 45 años.

## Trayectoria
Debutó en la primera división en el año 2000, después de realizar una gran campaña con el equipo filial de Universitario (América Cochahuayco) en la Segunda División en la temporada 1999. Tiene la particularidad de haber vestido las cuatro camisetas más importantes del Perú y salió campeón con todas.

### Universitario de Deportes
A mediados de 2009 volvió Universitario de Deportes, logrando clasificar y jugar a la Copa Libertadores 2010 donde le anotó un gol a Blooming de Bolivia, en esa copa fue eliminado en octavos de final por el São Paulo. A finales de 2010 el club merengue finalizó en el cuatro puesto logrando clasificar a la Copa Sudamericana 2011.
Al siguiente año fue fichado por el León de Huánuco donde jugó la Copa Libertadores 2011 y logró clasificar a la Copa Sudamericana 2012 bajo el mando de Franco Navarro. En el año 2012 llegó a Sport Boys donde anotó 15 goles. Posteriormente fichó por los equipos Cienciano, Real Garcilaso, y Ayacucho F.C., en el 2018 llegó como refuerzo de la Universidad César Vallejo dirigido por José Guillermo del Solar. para Campeonar y Ascender a la liga 1 Movistar  luego de conseguir la hazaña y ser goleador de la Universidad César Vallejo en la temporada 2018, estuvo un año más para la temporada 2019 en la UCV. Para la temporada 2020 fue anunciado en el equipo Sport Chavelines Juniors equipo de la Liga 2, Luego de asumir este reto a sus 40 años no pudo ascender pero destacó por ser el goleador de la Liga 2. Así levantó el interés de distintos equipos de la Liga 1 Movistar de Perú, Finalmente firmó contrato por el Club Cienciano del Cuzco donde se encuentra actualmente.

## Selección nacional
Ha sido internacional con la selección de fútbol del Perú en 7 ocasiones y ha marcado 1 gol. Su debut se produjo el 26 de junio de 2003 en un encuentro amistoso ante la selección de Venezuela, que finalizó con marcador de 1-0 a favor del Perú.

## Clubes
| Club                      | País | Año         | Partidos | Goles |
| ------------------------- | ---- | ----------- | -------- | ----- |
| América Cochahuayco       | Perú | 1999        | ??       | ??    |
| Universitario de Deportes | Perú | 2000 - 2002 | 23       | 2     |
| Sport Boys                | Perú | 2003        | 30       | 14    |
| Sporting Cristal          | Perú | 2004        | 20       | 2     |
| Cienciano                 | Perú | 2005        | 26       | 2     |
| Alianza Lima              | Perú | 2006        | 23       | 3     |
| Sporting Cristal          | Perú | 2007        | 36       | 7     |
| Universidad César Vallejo | Perú | 2008        | 20       | 11    |
| Universitario de Deportes | Perú | 2009        | 17       | 0     |
| Total Chalaco             | Perú | 2009        | 13       | 4     |
| Universitario de Deportes | Perú | 2009 - 2010 | 24       | 5     |
| León de Huánuco           | Perú | 2011        | 16       | 2     |
| Sport Boys                | Perú | 2012        | 38       | 16    |
| Cienciano                 | Perú | 2013        | 19       | 1     |
| Inti Gas Deportes         | Perú | 2013 - 2014 | 47       | 21    |
| Cienciano                 | Perú | 2015        | 29       | 15    |
| Real Garcilaso            | Perú | 2016        | 26       | 6     |
| Ayacucho F. C.            | Perú | 2016 - 2017 | 44       | 15    |
| Universidad César Vallejo | Perú | 2018 - 2019 | 38       | 20    |
| Sport Chavelines          | Perú | 2020        | 25       | 13    |
| Cienciano                 | Perú | 2021        | 1        | 0     |

•Marco un  total 159 goles en 515 partidos oficiales  en clubes.

## Palmarés

### Campeonatos nacionales
| Título                    | Club                      | País | Año  |
| ------------------------- | ------------------------- | ---- | ---- |
| Segunda División del Perú | América Cochahuayco       | Perú | 1999 |
| Torneo Apertura           | Universitario de Deportes | Perú | 2000 |
| Torneo Clausura           | Universitario de Deportes | Perú | 2000 |
| Primera División del Perú | Universitario de Deportes | Perú | 2000 |
| Torneo Apertura           | Universitario de Deportes | Perú | 2002 |
| Torneo Clausura           | Sporting Cristal          | Perú | 2004 |
| Torneo Apertura           | Cienciano                 | Perú | 2005 |
| Torneo Apertura           | Alianza Lima              | Perú | 2006 |
| Primera División del Perú | Alianza Lima              | Perú | 2006 |
| Primera División del Perú | Universitario de Deportes | Perú | 2009 |
| Segunda División del Perú | César Vallejo             | Perú | 2018 |

### Distinciones individuales
| Distinción                                    | Año  |
| --------------------------------------------- | ---- |
| Máximo goleador del Torneo Clausura           | 2003 |
| Máximo goleador del Torneo Apertura           | 2015 |
| Equipo ideal de la Liga 2 según Dechalaca.com | 2020 |
| Mejor once de la Liga 2 según la SAFAP        | 2020 |